# Soutěž všestranné způsobilosti

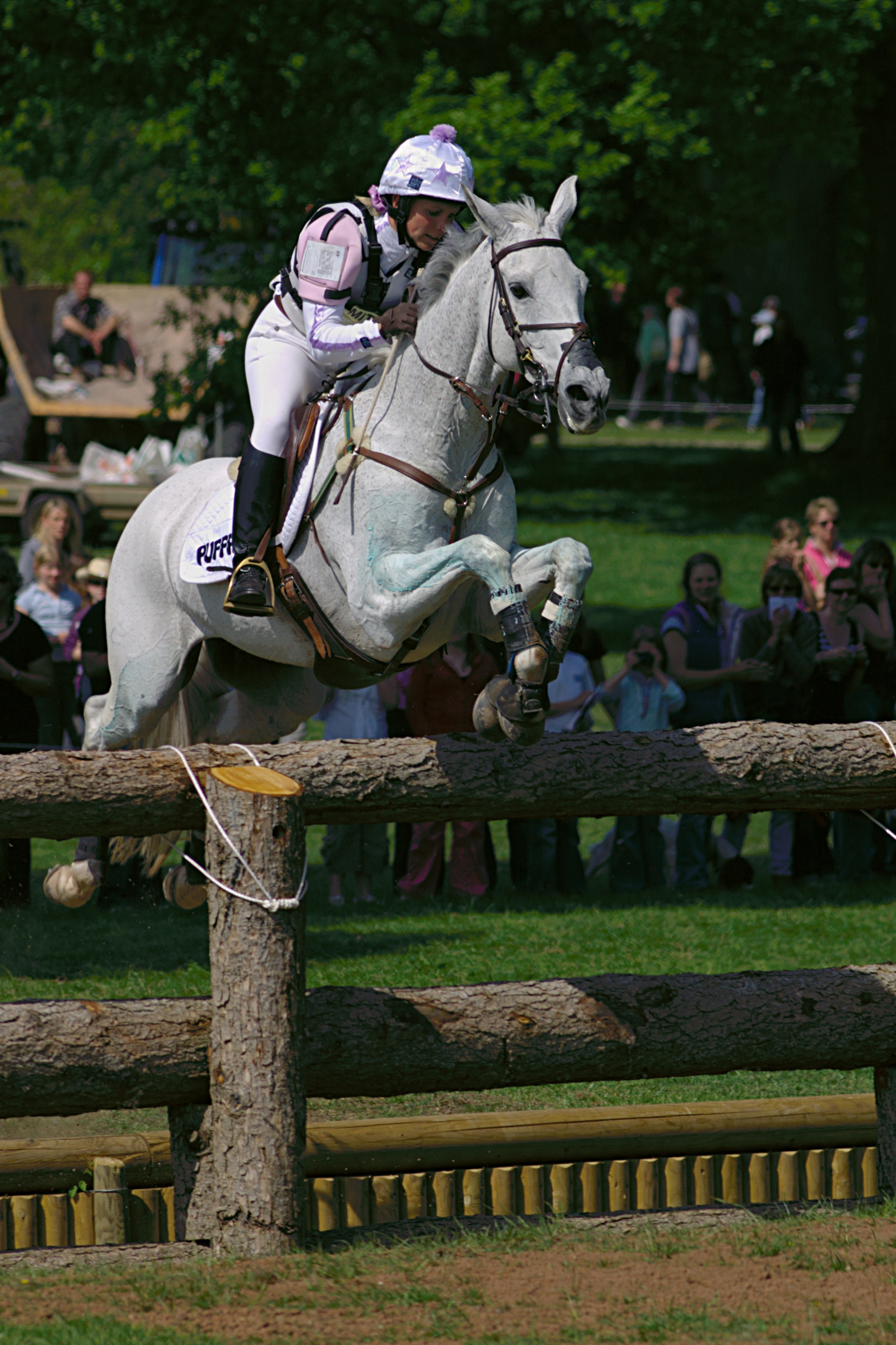
Jezdec s koněm během cross country

Soutěž všestranné způsobilosti (původním názvem military) je jedna z nejnáročnějších jezdeckých disciplín. Military vzniklo původně z potřeby testovat způsobilost koní pro náročné potřeby armády, až postupem času se přeměnilo na sportovní disciplínu.

## Historie
První soutěže tohoto druhu vznikly ve Francii (název: concours complet) po roce 1900. První šampionát Championat du Cheval d'Armes se konal v Paříži roku 1902 a do programu olympijských her byla military zařazena poprvé roku 1912 ve Stockholmu.

## Náplň zkoušky
Jde o kombinaci tří jezdeckých disciplín:
- drezúra
- cross-country
- parkur

Každá z disciplín má vlastní bodové ohodnocení a celkový výsledek vzniká součtem bodů ze všech tří disciplín; má-li dvojice (kůň, jezdec) dosáhnout dobrého výsledku, musí výborně zvládnout všechny tři disciplíny.

## Drezúra
Drezura (konaná jako první) se skládá z přesné sekvence pohybů odjetých v uzavřené aréně-obdélníku. Zkoušku posuzuje jeden nebo více rozhodčích, kteří hledají rovnováhu, rytmus, poddajnost a hlavně spolupráci koně a jezdce. Úkolem je prokázat, že vrcholně zdatný kůň, schopný dokončit běžeckou fázi včas, má také trénink, aby předváděl ladné, uvolněné a přesné výkony. Drezura je základem všech ostatních fází a disciplín v rámci všestranného sportu, protože rozvíjí sílu a rovnováhu, která pomáhá koni dokončit cross-country a parkur.
Každý cvik v testu je hodnocen na stupnici od 0 do 10, přičemž skóre „10“ je nejvyšší možná známka a celkové maximální skóre v testu se liší v závislosti na úrovni soutěže a počtu cviků. Skóre 10 je velmi vzácné. Pokud je tedy jeden cvik špatně proveden, je stále možné, aby jezdec získal dobré celkové skóre, pokud jsou zbývající cviky velmi dobře provedeny. Známky se sčítají a případné chyby se samozřejmě odečítají. Pro převedení tohoto skóre na trestné body se průměrné známky všech rozhodčích převedou na procento z maximálního možného skóre, odečte se od 100 a vynásobí se koeficientem, o kterém rozhodl řídící orgán.
Jakmile zazvoní zvonek, jezdec má povoleno 45 sekund na vstup do ringu nebo dvoubodovou penalizaci, poté dalších 45 sekund, celkem na 90 sekund, nebo je vyloučen.
Pokud všechny čtyři nohy koně během testu opustí obdélník, bude to mít za následek eliminaci.
Pokud kůň během testu vzdoruje déle než 20 sekund, má to za následek vyřazení.
Pokud jezdec spadne, má to za následek vyřazení.
Chyby v úloze:
1.: plus 2 body
2.: plus 4 body
3.: eliminace

## Cross-country
Terénní zkouška – hodnocení fyzické kondice. Dvojice překonává vytyčenou dráhu, na které jsou umístěny skoky, které by jinak mohli potkat v „přírodě“. Všechny skoky jsou pevně ukotveny. Jsou zde zařazeny i různé seskoky a překážky s vodou.
Bodové hodnocení:
- první zastavení před překážkou, vybočení nebo kruh - 20 trestných bodů
- druhé zastavení před překážkou, vybočení nebo kruh na stejné překážce - 40 trestných bodů
- třetí odmítnutí - diskvalifikace
- rozlomení křehké překážky - 21 trestných bodů
- pád koně nebo jezdce - diskvalifikace
- překročení optimálního časového limitu - 0.4 tr.bodu za každou započatou sekundu
- překročení časového limitu - vyloučení
- dojetí 30 sec. před stanoveným časem - nebezpečná jízda - 25 tr.bodu

## Parkur
Dvojice překonává určenou trasu, na které jsou postavené barevné překážky z břeven, které se dají lehce shodit.
Bodové hodnocení:
- shození překážky - 4 trestné body
- první odmítnutí poslušnosti - 4 trestné body
- třetí odmítnutí poslušnosti - diskvalifikace
- dojezd po časovém limitu - za každou sekundu 0,4 trestného bodu

Vyhrává jezdec, který ve všech třech disciplínách získá nejméně trestných bodů.

## Třídy obtížnosti
Závody se jezdí v rozmezí jednoho až tří dní. Rozdělují se podle obtížností od ZK - TT. Od stupně S označované druhem závodu a hvězdami (např. CIC*, CCI** ...).
Jednodenní jsou většinou nižších obtížností.